# Caso Luján
El caso Luján, conocido también como el caso del rey del parto inducido, es un caso judicial que involucra al ginecobstetra Jesús Luján Irastorza por múltiples denuncias penales por presunta práctica indebida del servicio médico y responsabilidad profesional.

## Historia
El caso se volvió mediático a partir de la investigación de Animal Político Historias del 'rey del parto inducido': del suministro de medicamentos sin consentimiento a las consecuencias fatales en donde recupera la historia de 14 mujeres que narran su experiencia con la atención de Luján Irastorza que incluyó intervenciones quirúrgicas innecesarias, retención de expedientes médicos y de óvulos congelados, suministro de medicamento sin consentimiento, dosis incorrectas, complicaciones severas en procesos de fertilidad sencillos y otras que pudieron ser causales de fallecimientos y complicaciones en bebés y madres.
En el gremio, Jesús Luján Irastorza era conocido por «partos humanizados» que respetaban el proceso natural; gracias a esa fama, muchas mujeres acudieron a él para evadir la violencia obstétrica.
Después de esa primera investigación, 17 mujeres más contactaron al medio para contar sus experiencias, estas 31 mujeres formaron el colectivo Con Ovarios al cual José Luis Nassar Peters representa legalmente pro-bono, el colectivo tiene por objetivo denunciar y visibilizar la violencia sanitaria en la rama de la ginecoobstetricia y biología de la reproducción.

## Proceso jurídico
Entre 2009 y 2010, dos mujeres (una que estuvo a punto de morir y otra que perdió al bebé) denunciaron al médico por la vía civil, la primera obtuvo solo una compensación económica; la segunda ganó en dos primeras instancias pero luego fue desestimada por la Suprema Corte de Justicia de la Nación. Estos procesos no afectaron la práctica médica de Luján.
Posterior a la publicación de Animal Político la Fiscalía General de Justicia de la Ciudad de México abrió una carpeta de investigación por noticia criminal. Paralelo a esto las víctimas denunciaron y solicitaron sus expedientes médicos, mismos que se les negaron a pesar de que es un derecho.
El 5 de diciembre de 2023 la clínica Pronatal, a cargo de Luján, fue inspeccionada por la fiscalía, por indicios del delito de responsabilidad profesional. Se suspendieron  actividades por presuntas irregularidades en el manejo de instalaciones y falta de cuidado en procedimientos médicos. El médico difundió un mensaje en YouTube donde admitió cuatro denuncias en su contra.
El 27 de marzo de 2024 se giró una orden de aprehensión en su contra ante la cual se amparó para vivir el proceso judicial en libertad. Ese amparo se aceptó con algunas condiciones: presentarse cada lunes, una garantía económica y fijar fecha de audiencia, mismas que no cumplió presentando justificantes de salud, posteriormente se comprobó que la constancia médica fue alterada dolosamente para engañar a las autoridades y no presentarse al juzgado, la Fiscalía General de la República investiga el hecho por separado por tratarse de un delito.
En noviembre de 2024 el juez fijó la audiencia para el 13 de diciembre, al no presentarse, el 20 diciembre el juez de distrito revocó la suspensión que obtuvo para seguir su proceso en libertad y reactivó la orden de aprehensión que giró la Fiscalía de la Ciudad de México.